# Erik Scavenius
Erik Julius Christian Scavenius (Klintholm, 13 luglio 1877 – Gentofte, 29 novembre 1962) è stato un politico e diplomatico danese, primo ministro del Regno di Danimarca durante l’occupazione nazista dal 9 novembre 1942 al 29 agosto 1943.

## Biografia
Nato da una famiglia aristocratica, nel 1901 si laurea in Economia e poco dopo entra nella carriera diplomatica lavorando presso l'ambasciata danese a Berlino (1906-1908), poi a Vienna, a Roma e Stoccolma.
Allo scoppio della seconda guerra mondiale la Danimarca viene occupata da parte della Germania nazista e, a seguito della crisi del telegramma il governo guidato da Vilhelm Buhl fu costretto alle dimissioni. Scavenius, ritenuto più vicino alla Germania venne nominato primo ministro.
L'andamento della guerra e la crescente resistenza della popolazione danese contro le forze d'occupazione spinsero Hitler a privare di qualunque potere il governo guidato da Scavenius trasferendone le competenze alle autorità tedesche.
Di conseguenza, il 29 agosto 1943 Scavenius rassegnò le dimissioni ma il re Cristiano X si rifiutò di accettarle e, pertanto, Scavenius rimase de iure in carica fino alla fine della seconda guerra mondiale e all'elezione del governo guidato da Vilhelm Buhl.